# Кельвай
Кельва́й (рос. Кельвай) — річка в Удмуртії (Можгинський район), Росія, ліва притока Вали.
Довжина річки становить 20 км. Бере початок за 2 км на схід від присілку Нові Каксі на кордоні із Вавозьким районом, впадає до Вали на західній околиці присілку Ломеслуд. Річка протікає спочатку на північний схід, потім плавно повертає на північ. Через річку збудовано автомобільний міст між присілками Сундо-Уча та Камишли. Притоки короткі та дрібні.
Над річкою розташовані присілки Нижній Шидлуд, Сундо-Уча та Камишли.